# ال‌بی‌وی ۲۰–۱۸۰۶
ال‌بی‌وی ۲۰–۱۸۰۶ (LBV ۱۸۰۶–۲۰) یک ستارهٔ متغیر آبی درخشان و احتمالاً ستاره دوتایی است که در فاصله‌ای نزدیک به ۲۸٬۰۰۰ سال نوری (۸٬۷۰۰ پارسک) از خورشید؛ به سمت مرکز کهکشان راه شیری، واقع شده‌است. این ستاره در شمار درخشان‌ترین، پرجرم‌ترین و بزرگ‌ترین ستاره شناخته شده‌است. شعاع آن نزدیک ۴۶ تا ۱۴۵ برابر خورشید، و جِرم آن حدود ۳۶ جرم خورشیدی و درخشندگی متغیر تقریبی در حدود دو میلیون برابر خورشید دارد.
این ستاره یک فراغول و نیز یک متغیر آبی درخشان است. این ستاره که در فاصله ۳۰۰۰۰ تا ۴۹۰۰۰ سال نوری از ما قرار دارد، تا کنون تنها به وسیلهٔ طول موج فروسرخ توسط بشر شناسایی شده‌است. با این که این ستاره تا مدتی درخشان‌ترین ستاره شناخته شدهٔ عالم بوده، برای ساکنان سامانه خورشیدی غیرقابل دیدن است، زیرا بیشتر نور مرئی آن از میدان دید ما خارج است و اکثراً توسّط گازها و غبارهای میان ستاره‌ای جذب شده یا به بیرون میدان دید ما بازتاب می‌شود. به طوری که قدر ظاهری آن حدود ۳۵ می‌باشد.
برخی از یافته‌ها دربارهٔ این ستاره احتمال وجود یک همدم را برای آن بسیار قوی کرده‌است، به طوری که جِرم هر کدام از این ۲ ستاره بسیار کمتر از ۱۳۰ جرم خورشیدی خواهد بود.
هنگامی که برای اولین بار وجود این ستاره کشف شد، LBV 1806-20 درخشان‌ترین و عظیم‌ترین ستارهٔ شناخته شده در نظر گرفته می‌شد و درک ما از شکل‌گیری ستارگان عظیم را به چالش کشید. برآوردهای اخیر فاصلهٔ آن را تا حدودی نزدیک‌تر به زمین قرار می‌دهد، و این نکته هنگامی که با ماهیت دوتایی بودن آن ترکیب شود به این معنی است که اکنون در محدودهٔ مورد انتظار پارامترهای پذیرفته‌شدهٔ ستاره‌های بسیار درخشان در کهکشان قرار می‌گیرد. تخمین زده می‌شود که این ستاره ۲ میلیون بار درخشان‌تر از خورشید باشد که آن را به یکی از درخشان‌ترین ستاره‌های کهکشان ما تبدیل می‌کند.

## مکان
این ستاره در مرکز سحابی رادیویی G۱۰/۰–۰/۳، که یکی از بخش‌های تشکیل دهنده خوشه ستاره‌ای ۲۰–۱۸۰۶ است، قرار دارد. این خوشه ستاره ای، شامل چندین ستاره غیرمعمولی دیگر نیز می‌باشد. حداقل ۲ ستاره ولف رایت سرشار از کربن، که در گروه‌های WCL و WC9d قرار دارند، دو ستاره ابرغول آبی، و یک ستاره نوترونی با میدان مغناطیسی بسیار نیرومند با نام SGR ۱۸۰۶–۲۰ در این خوشه ستاره ای قرار دارند.

## وسایل کشف
اخترشناسان برای این کشف از تلسکوپ ۲۰۰ اینچ پالومار و تلسکوپ ۴ متری سروتولولو در شیلی استفاده کردند.

## تولّد
به نظر اخترشناسان تولید چنین ستاره بزرگی به این سادگی نیست. احتمالاً بر اثر یک ابرنواختر، توده بسیار بزرگی از گاز در محیط میان ستاره‌ای فشرده شده و آن را به وجود آورده‌است.